# 蔡培辉
蔡培辉（1963年3月—），籍贯福建，大学学历，香港商人，富丽（香港）国际集团董事长，长期在中国大陸甘肃省经商，中华人民共和国第十三届全国人民代表大会代表，十四届全国人民代表大会代表。

## 生平
1996年，蔡培辉自香港来到甘肃投资，创办了一家沥青公司。此后二十年间，他在甘肃的业务由沥青拓展到房地产、装修、农业、旅游等领域。
2003年，蔡培辉被选为甘肃省政协委员。2007年底，他再次当选甘肃省政协委员。2013年，他在兰州市选区当选甘肃省人大代表。2018年1月，作为副会长，蔡培辉受甘肃省台联推荐，当选台灣省出席第十三届全国人民代表大会代表。
2012年，他当选为甘肃省台联理事会副会长。此前他还担任过甘肃闽台商会会长。
2024年，蔡培輝作为中華人民共和國台湾省全國人大代表參加第十四屆全國人民代表大會第二次會議。